# Februar 1994
Portal Geschichte | Portal Biografien | Aktuelle Ereignisse | Jahreskalender | Tagesartikel

◄ |
19. Jahrhundert |
20. Jahrhundert
| 21. Jahrhundert

◄ |
1960er |
1970er |
1980er |
1990er
| 2000er | 2010er | 2020er | ►

◄ |
1990 |
1991 |
1992 |
1993 |
1994
| 1995 | 1996 | 1997 | 1998 | ►

◄ |
November 1993 |
Dezember 1993 |
Januar 1994 |
Februar 1994 |
März 1994 |
April 1994 |
Mai 1994 |
►
Dieser Artikel behandelt aktuelle Nachrichten und Ereignisse im Februar 1994.

## Tagesgeschehen

### Mittwoch, 2. Februar 1994
- Caracas/Venezuela: Rafael Caldera von der konservativen Partei Unabhängiges Politisches Wahlorganisationskomitee, der zwischen 1969 und 1973 Staatspräsident Venezuelas war, wird einmal mehr als Staatspräsident vereidigt.[1]

### Freitag, 4. Februar 1994
- Tokio/Japan: Premierminister Morihiro Hosokawa scheitert mit seinem Ansatz, die japanische Wirtschaftskrise zu bekämpfen. Gestern präsentierte er einen Plan u. a. für eine Steuersenkung in Höhe von umgerechnet 57 Milliarden US-Dollar pro Jahr, heute zieht er denselben wieder zurück, da ihn die Koalitionspartner der regierenden Neuen Japan-Partei nicht unterstützen. Die Koalition steht vor dem Aus.[2]

### Samstag, 5. Februar 1994
- Sarajevo/Bosnien-Herzegowina: Durch den Einschlag einer 120-mm-Mörsergranate sterben auf dem Markale-Marktplatz 68 Personen und über einhundert werden verletzt. Die bosnische Hauptstadt wird seit April 1992 von serbischen Einheiten belagert.[3]

### Mittwoch, 9. Februar 1994
- Berlin/Deutschland: Harald Schmidt wird in der Kategorie „Witzigster Showmaster“ mit der Goldenen Kamera ausgezeichnet. Erstmals wird der beste TV-Werbespot mit einer Goldenen Kamera gewürdigt. Dieser Preis geht an den Automobilhersteller Toyota.[4]

### Donnerstag, 10. Februar 1994
- Berlin/Deutschland: Die 44. Internationalen Filmfestspiele Berlin beginnen. In der Jury sitzen dieses Jahr u. a. Filmproduzent Jeremy Thomas, Schauspieler Morgan Freeman und Schauspielerin Corinna Harfouch.[5]

### Samstag, 12. Februar 1994

Lillehammer legt Wert auf „grüne“ Spiele

- Lillehammer/Norwegen: Die XVII. Olympischen Winterspiele werden eröffnet. In die Organisation des Sportereignisses sind 25 Umweltprojekte integriert. Waldflächen, die wegen des Platzbedarfs der Sportanlagen gerodet wurden, sollen nach den Spielen neu bepflanzt werden.[6]

### Montag, 14. Februar 1994

- Brüssel/Belgien: Das Staatsblatt des Königreichs veröffentlicht die Koordinierte Verfassung des Landes. Die Textänderungen resultieren v. a. aus der Auseinandersetzung um die Sprachgesetzgebung. Die Unzufriedenheit mit den bisherigen Sprachvorschriften führte in den letzten Jahren vereinzelt zu Gewalttätigkeit zwischen Wallonen und Flamen sowie zum Erstarken sezessionistischer Parteien wie dem Flämischen Block. Belgien wird mit Inkrafttreten der Koordinierten Verfassung zum „dezentralen Einheitsstaat“.[7][8]

### Dienstag, 15. Februar 1994
- Wien/Österreich: Nordkorea erteilt der Internationalen Atomenergie-Organisation die Erlaubnis, Kontrollen an allen sieben von Nordkorea angegebenen Standorten durchzuführen, die für die Kernmaterialüberwachung relevant seien. Die Volksrepublik kommt damit angekündigten Sanktionen des Sicherheitsrats der Vereinten Nationen zuvor.[9]

### Mittwoch, 16. Februar 1994
- Athen/Griechenland: Die Regierung von Andreas Papandreou (Pasok) verhängt ein Handelsembargo gegen die Republik Mazedonien, weil sich das Land noch immer als „Mazedonien“ bezeichnet. Griechenlands nördlicher Nachbar steht damit vor einer Rezession, da es den Großteil seines internationalen Warenhandels über den Hafen von Thessaloniki in der griechischen Region Zentralmakedonien abwickelt.[10]

### Sonntag, 20. Februar 1994

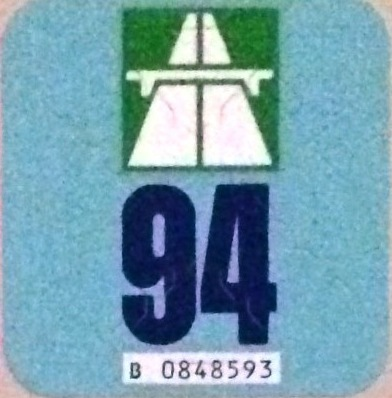
Vignette für die Nutzer der Nationalstrassen

- Bern/Schweiz: In einer Volksabstimmung wird über die Anhebung der 1985 eingeführten Nutzungsgebühr der Nationalstrassen als auch der zugleich eingeführten Schwerverkehrsabgabe entschieden. Die Teuerung findet das Wohlwollen der Stimmberechtigten, allerdings soll die Mauthöhe beim Schwerverkehr künftig mit dem individuellen Kraftstoff-Verbrauch oder der Nutzungsintensität oder mit beiden Faktoren in Zusammenhang stehen. Darüber hinaus finden auch die Volksinitiative „zum Schutze des Alpengebietes vor dem Transitverkehr“ und das geänderte Luftfahrtgesetz Zustimmung.[11][12]
- Brüssel/Belgien: Das Ultimatum des Militärbündnisses NATO an die bewaffneten Einheiten der serbischen Bevölkerung Bosnien und Herzegowinas sowie an deren Verbündete zur Beendigung der Belagerung der bosnien-herzegowinischen Hauptstadt Sarajevo läuft ab. Die NATO ist damit in Übereinkunft mit den Vereinten Nationen ermächtigt, mit Luftschlägen schwere Waffen in einem Radius von 20 km rund um Sarajevo zu zerstören.[13]

### Montag, 21. Februar 1994
- Berlin/Deutschland: Die Jury der 44. Internationalen Filmfestspiele Berlin zeichnet als besten Beitrag des Festivals den Film Im Namen des Vaters des irischen Regisseurs Jim Sheridan mit dem Goldenen Bären aus.[14]

### Mittwoch, 23. Februar 1994

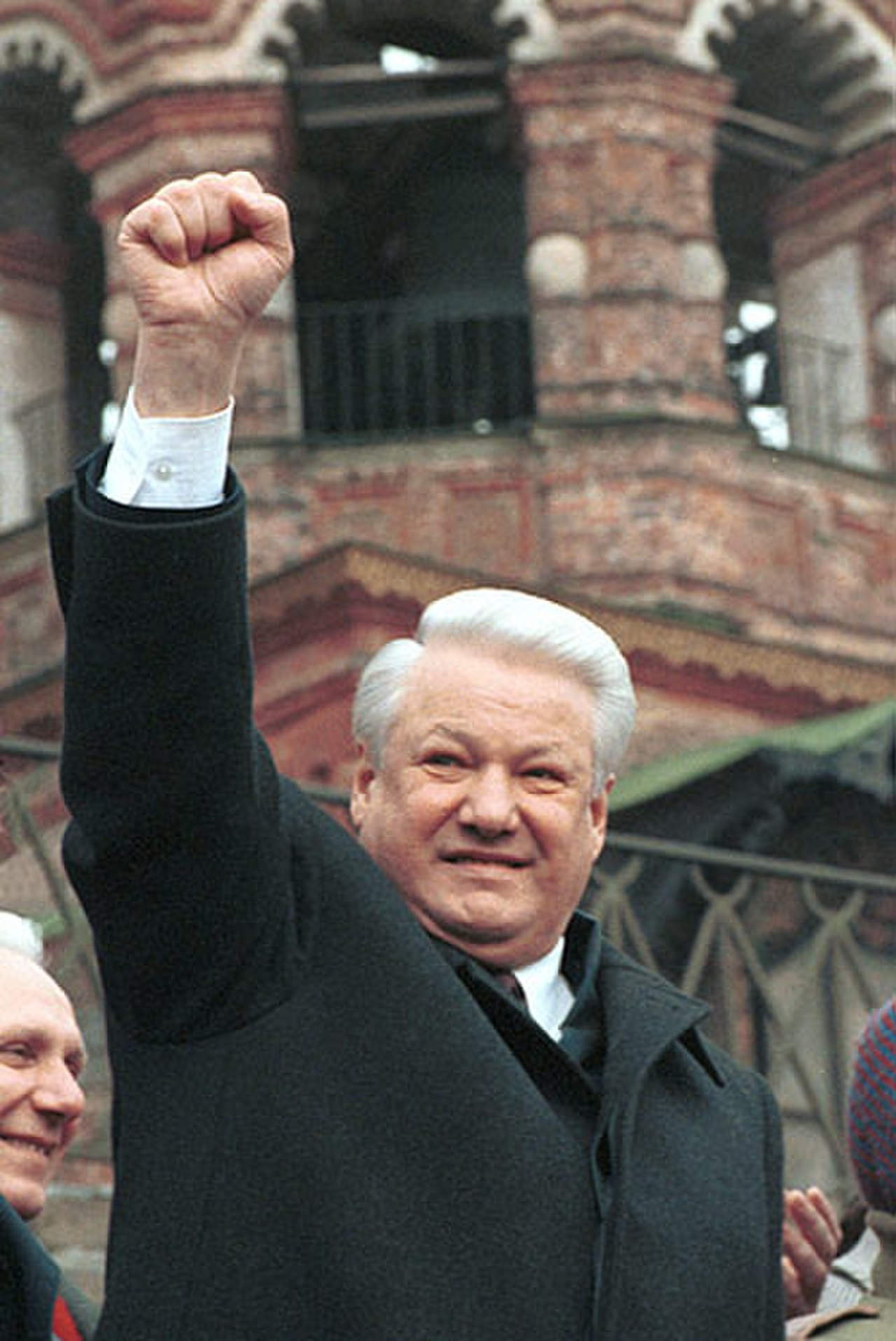
Boris Jelzin

- Hamburg/Deutschland: Der 5. Parteitag der CDU seit dem Ende der Deutschen Teilung findet seinen Abschluss. Die Delegierten stimmten für ein neues Grundsatzprogramm mit dem Titel „Freiheit in Verantwortung“, in dem es u. a. heißt, dass sich die Partei gegen einen „falsch verstandenen Individualismus“ wendet.[15]
- Moskau/Russland: Das Parlament beschließt einen Straferlass für die Putschisten vom Umsturzversuch im August 1991 durch Mitglieder der Kommunistischen Partei der Sowjetunion sowie für die Putschisten aus dem Oktober 1993, als der Moskauer Fernsehturm und der Sitz des Moskauer Bürgermeisters belagert wurden. Präsident Boris Jelzin sprach sich zuvor deutlich gegen den Straferlass aus, somit belegt das Votum der Parlamentarier, dass der Präsident an politischem Einfluss verliert.[16]

### Sonntag, 27. Februar 1994
- Chișinău/Moldawien: Bei der ersten Parlamentswahl seit der Unabhängigkeit der ehemaligen Sowjetrepublik Moldawien, an der mehrere Parteien teilnehmen dürfen, erreicht die de facto bereits regierende Agrardemokratische Partei 56 der 104 Sitze im Parlament.[17]
- Lillehammer/Norwegen: Die Olympischen Winterspiele sind beendet. Die erfolgreichsten Nationen sind Norwegen mit 26 Medaillen, Deutschland mit 24 und Russland mit 23. Dabei entfallen auf Russland die meisten Goldmedaillen aller Nationen. Jeweils neun Medaillen gehen nach Österreich und in die Schweiz.[18]

### Montag, 28. Februar 1994

Die NATO greift in den Balkankonflikt ein

- Bosnien-Herzegowina: Kampfflugzeuge der Vereinigten Staaten schießen in der Flugverbotszone über Bosnien-Herzegowina im Rahmen der NATO-Operation „Deny Flight“ vier Kampfflugzeuge der Bundesrepublik Jugoslawien ab. Es ist die erste Kampfhandlung in der Geschichte der 1949 gegründeten NATO und sie erfolgt mit Billigung der Vereinten Nationen.[19]